# ان دوانگ
ان دوانگ (به لاتین: An Dương) یک منطقهٔ مسکونی در ویتنام است که در استان باک گیانگ واقع شده‌است.